# Jimmy Ågren
Jimmy Ågren, född 1971 i Umeå, är en svensk musiker, slidegitarrist, som spelat med bland andra Mats/Morgan Band, Freddie Wadling, Jonas Knutsson och Captain Beefheart i gränslandet mellan rock, blues och jazz.
Jimmy Ågren började spela gitarr i 14-årsåldern och startade sitt första band, Southern Comfort, 1989. Bandet hann byta namn till Dogbreath innan det lades ned 1995 och Ågren istället satsade på att bygga upp en egen studio. Samma år medverkade han i ett arrangemang på Umedalen i Umeå tillsammans med Captain Beefheart, gitarristen Denny Walley, Freddie Wadling, Morgan Ågren, Mats Öberg, Rolf Hedquist och trombonisten Magnus Puls, i samband med Don Van Vliets konstutställning Stand Up To Be Discontinued på Galleri Stefan Andersson. Samarbetet resulterade året därpå i skivan The Music of Captain Beefheart.
1996 släpptes också Jimmy Ågrens första soloalbum Get This Into Your Head, där han spelade det mesta själv vid sidan av Mats Öberg på klaviatur, och några spår med sång av Freddie Wadling och Eric Bibb. Samma år blev han permanent medlem av Mats/Morgan Band.
1997 turnerade han en del med Danny Walley, vars nya skiva Spare Parts spelats in i Jimmy Ågrens studio, och med Mats/Morgan Band, förstärkta av Freddie Wadling. Han satte också ihop det egna Jimmy Ågren band.
2001 släpptes andra soloalbumet Glass Finger Ghost, med bland andra Morgan Ågren, Mats Öberg, Rolf Hedquist och Freddie Wadling som gästartister. Ågren deltog i TV-serien Trum med Mats/Morgan Band.
2002 fick han för första gången bidrag från Kulturrådet. Ågren spelade bland annat på bluesfestivalen Blues Sotto Le Stelle i Italien. Sångaren Thomas Zidén blev ny sångare i Jimmy Ågren Band. 
2003 turnerade Mats/Morgan Band i Japan, Frankrike och Belgien. Ågren spelade också med bland andra Mike Keneally, Ed Palermo, Napoleon Murphy Brock och Jonas Knutsson när Umeå Kammarmusikfestival hade temat Frank Zappa.
2004 släpptes tredje soloalbumet Close Enough for Jazz (delvis tack vare nya bidrag från Kulturrådet). Förutom brodern Morgans Ågrens trumspel på några spår och en sånginsats av Thomas Zidén spelade han åter alla instrument själv. Jimmy Ågren Band turnerade i Sverige och Frankrike. Mats/Morgan Band spelade på Zappanale-festivalen i Bad Doberan, Tyskland och turnerade sedan i USA.
2005 turnerade Jimmy Ågren Band åter i Frankrike, och tog sedan en " time out" – men "återuppstod" med jämna mellanrum i delvis olika sättningar, bland annat för mellandagsspelningar på Scharinska i Umeå.
2007 började Jimmy Ågren spela med The Reference Group med Ralf Nygård, blås, Mathias Danielsson, gitarr, och Micke Maksymenko, trummor, (från bland annatKräldjursanstalten). Jimmy slutade som fast medlem i Mats/Morgan Band, som blev en trio.
2008 släpptes den fjärde egna skivan, Varous Phobias.
Förutom det egna bandet och Mats/Morgan Band har Jimmy Ågren under många år också spelat trummor i Cover Kings och gitarr med Nasty Music (Putte Berglund, gitarr och sång, Jonny Åström, klaviatur, Lars Eriksson, bas, och Erik Dahlgren, trummor).

## Diskografi

### Jimmy Ågren
- 1996 - Get This Into Your Head, Ultimate Audio Entertainment, disc 2
- 2001 - Glass Finger Ghost, Ultimate Audio Entertainment, disc 12
- 2004 - Close Enough for Jazz, Ultimate Audio Entertainment, disc 16
- 2008 - Various Phobias, Garageland records, GRCD34
- 2009 - Live at Scharinska (feat. Morgan Ågren)
- 2017 - Honk Flap and Tease

### Med Mats/Morgan Band
- 1996 - Trends and Other Diseases, Ultimate Audio Entertainment, disc 1
- 1997 - The Music or the Money, Ultimate Audio Entertainment, disc 7
- 1998 - Radio Dada, Ultimate Audio Entertainment, disc 9
- 2001 - Mats / Morgan Live, Ultimate Audio Entertainment, disc 13
- 2002 - On air with Guests, Ultimate Audio Entertainment, disc 15
- 2005 - Thanks for Flying With Us, Cuneiform Records Rune 215
- 2008 - Heat Beats Live, Cuneiform Records Rune 265/266

### Övrigt
- 1996 - The Music of Captain Beefheart, Ultimate Audio Entertainment, disc 3
- 2004 - Zappanale # 15, Arf Society, 3 cd
- 2012 - Hans Anéllsson: Radioskugga med överdrag

## Konserter i urval
- 1995 Umedalen, Umeå, 1–2 april med Captain Beefheart, Denny Walley, Freddie Wadling, Morgan Ågren med flera
- 2001 Fasching, Stockholm 23–24 november – Jimmy Ågren Band med Freddie Wadling
- 2003 Umeå internationella kammarmusikfestival, 13 juni – The Zappa Corner Band #1 med Denny Walley, Mats Öberg, Morgan Ågren, Tommy Tordsson, Robert Elofsson, Napoleon Murphy Brock, Mike Keneally, Ed Palermo, Carl-Axel Dominique under ledning av dirigenten Kristian Järvi.
- 2003 Umeå internationella kammarmusikfestival, 14 juni – The Zappa Corner Band #2 med Denny Walley, Mats Öberg, Morgan Ågren, Paul Adamy, Bob Quaranta, Napoleon M Brock, Mike Keneally, Ed Palermo och Jonas Knutsson.
- 2004 Zappanale, Bad Doberan, Tyskland, 24 juli – Mats/Morgan Band